# 29612 Cindyjiang
29612 Cindyjiang è un asteroide della fascia principale. Scoperto nel 1998, presenta un'orbita caratterizzata da un semiasse maggiore pari a 2,2487939 UA e da un'eccentricità di 0,1902458, inclinata di 3,68078° rispetto all'eclittica.